# 중국력
중국력(中國曆)은 중국의 전통적인 역법을 말하며, 농력(중국어 정체자: 農曆, 간체자: 农历, 병음: Nónglì, 구력(중국어 정체자: 舊曆, 간체자: 旧历, 병음: Jiùlì, 노력(중국어 정체자: 老曆, 간체자: 老历, 병음: Lǎolì, 음력(중국어 정체자: 陰曆, 간체자: 阴历, 병음: Yīnlì)라고도 한다. 중국의 공식 달력은 그레고리력이나 전통적인 태음태양력도 쓰이고 있다.

## 같이 보기
- 절기
- 간지
  - 천간
  - 지지